# Nicola Buschi
Nicola Buschi (Cesena, 23 ottobre 1732 – Ferentino, 23 settembre 1813) è stato un arcivescovo cattolico italiano, arcivescovo di Ferentino dal 1800 al 1813.

## Biografia
Nato a Cesena da nobile famiglia, il 6 aprile 1752 conseguì all'Università di Fermo il dottorato in utroque iure. Compiuti anche gli studi filosofici e teologici, il 26 ottobre 1766 fu ordinato presbitero. Promosso canonico della basilica di San Giovanni in Laterano a Roma, l'11 aprile 1785 papa Pio VI lo nominò arcivescovo titolare di Efeso; ricevette la consacrazione episcopale il successivo 24 aprile dal cardinale Carlo Rezzonico, Camerlengo di Santa Romana Chiesa, co-consacranti gli arcivescovi Orazio Mattei, arcivescovo titolare di Colossi, e Giovanni Francesco Guidi di Bagno-Talenti, arcivescovo titolare di Mira.
Il 15 febbraio 1786 lo stesso papa lo nominò prelato domestico e assistente al Soglio Pontificio.
L'11 agosto 1800 papa Pio VII lo trasferì nella sede episcopale di Ferentino, dove morì il 23 settembre 1813. Dopo i funerali fu sepolto in cattedrale.

## Genealogia episcopale
La genealogia episcopale è:
- Cardinale Scipione Rebiba
- Cardinale Giulio Antonio Santori
- Cardinale Girolamo Bernerio, O.P.
- Arcivescovo Galeazzo Sanvitale
- Cardinale Ludovico Ludovisi
- Cardinale Luigi Caetani
- Cardinale Ulderico Carpegna
- Cardinale Paluzzo Paluzzi Altieri degli Albertoni
- Papa Benedetto XIII
- Papa Benedetto XIV
- Papa Clemente XIII
- Cardinale Giovanni Francesco Albani
- Cardinale Carlo Rezzonico
- Arcivescovo Nicola Buschi